# Țîbulenkî, Nedrîhailiv
Țîbulenkî (în ucraineană Цибуленки) este un sat în comuna Zasullea din raionul Nedrîhailiv, regiunea Sumî, Ucraina.

## Demografie
Componența lingvistică a localității Țîbulenkî
     Ucraineană (98,08%)
     Rusă (1,92%)
Conform recensământului din 2001, majoritatea populației localității Țîbulenkî era vorbitoare de ucraineană (98,08%), existând în minoritate și vorbitori de rusă (1,92%).